# Retrato de José Bernardo de Tagle (José Gil de Castro)
Retrato de José Bernardo de Tagle es un óleo sobre lienzo del pintor peruano José Gil de Castro, realizada en el año 1823 que se conserva en el Museo Histórico Nacional en Buenos Aires, Argentina. La pintura retrata al militar José Bernardo de Tagle a medianos de su corto gobierno en los inicios de la República Peruana.
Este retrato fue donado al museo en 1897 por el coleccionista de arte José Prudencio de Guerrico.